# اوالد ماهل
اوالد ماهل (استونیایی: Evald Mahl; ۱۴ آوریل ۱۹۱۵ – ۱۸ ژانویهٔ ۲۰۰۱) بازیکن بسکتبال اهل استونی بود.
وی به‌همراه تیم ملی بسکتبال استونی در بازی‌های المپیک تابستانی ۱۹۳۶ شرکت کرده‌است.